# Biserica romano-catolică din Urziceni
Biserica romano-catolică din Urziceni este un monument istoric situat în municipiul Urziceni, județul Ialomița. Este situată pe Str. Panduri 16. Clădirea a fost construită în anul 1916. Figurează pe noua listă a monumentelor istorice sub codul LMI: IL-II-m-B-14167.

## Imagini

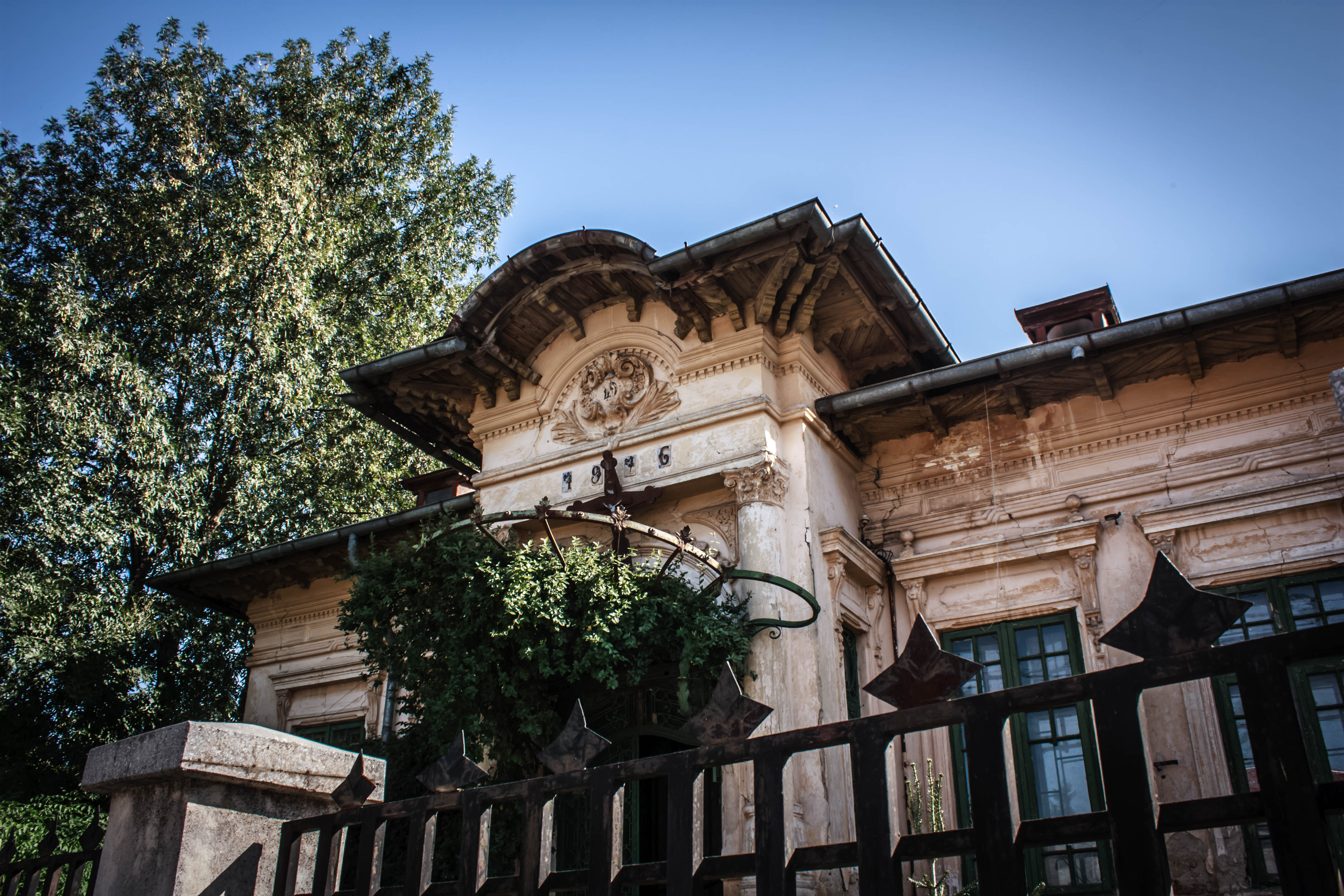